# Union Steam Ship Company

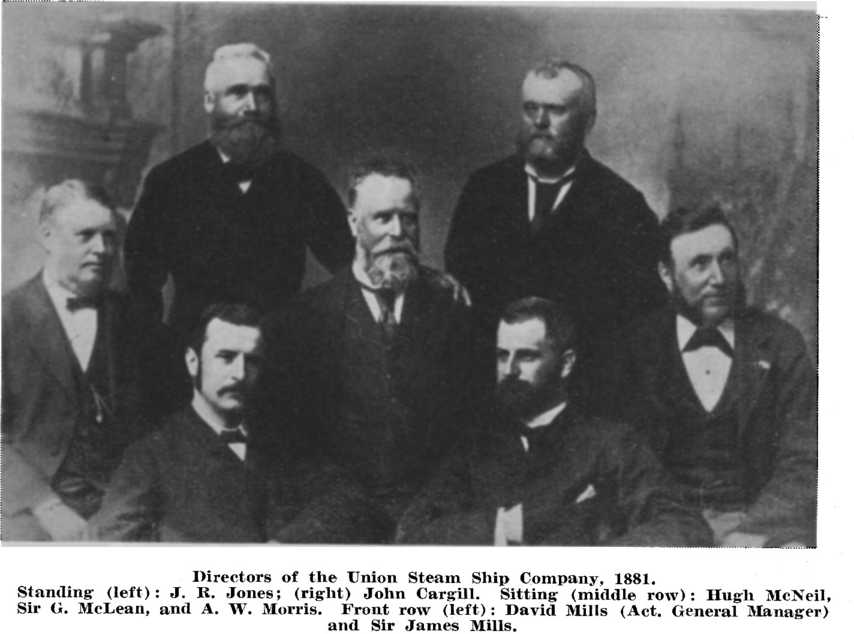
Cinco ex-directores da Union Steam Ship Company em 1881, incluindo John Richard Jones, John Cargill e George McLean; David e James Mills ao fundo

A Union Steam Ship Company of New Zealand, também conhecida como Union Company, Union Steam Ship Company (USS Co) ou Union Line, foi uma das maiores companhias de navegação marítima no hemisfério sul, e o maior empregador no sector privado da Nova Zelândia. Foi fundada por James Mills em Dunedin em 1875, e operou até 2000.